# Palos de la Frontera
Palos de la Frontera (spanskt uttal: [ˈpalos ðe la fɾonˈteɾa]) är en stad och kommun i provinsen Huelva i den autonoma regionen Andalusien i sydvästra Spanien. Staden ligger vid floden Tinto, cirka 6 kilometer sydost om Huelva. Kommunen har 12 663 invånare (2024), på en yta av 49,25 km². Staden är känd som den hamn från vilken Christofer Columbus avreste med de tre skeppen Santa María, Pinta och Niña vid sin första resa till Amerika.